# Bank Ochrony Środowiska

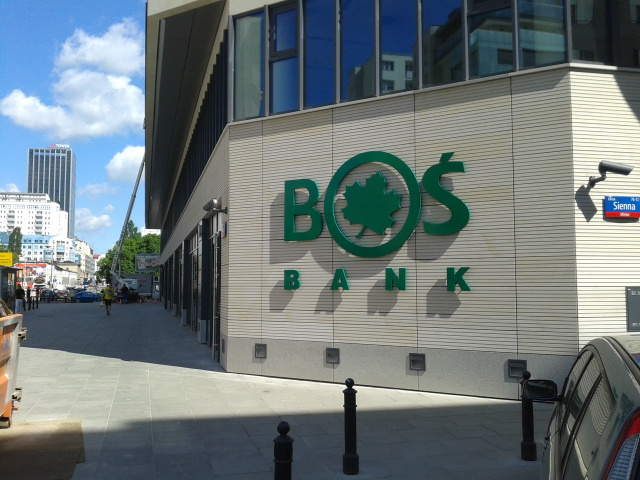
Logotyp Banku Ochrony Środowiska

Bank Ochrony Środowiska S.A. – bank komercyjny z siedzibą w Warszawie. Istnieje od 1991 roku.
Instytucja finansowa oferująca m.in. kredyty na przedsięwzięcia proekologiczne, termomodernizację, na instalacje gazowe w obiektach użyteczności publicznej zlokalizowanych na terenach wiejskich, zakup sadzonek roślin na biomasę oraz na zakup i montaż urządzeń służących ochronie środowiska, na przykład oszczędności wody, energii elektrycznej, zagospodarowaniu odpadów czy uzdatnianiu wody i oczyszczaniu ścieków. Bank oferuje pomoc samorządom i przedsiębiorstwom w staraniu się o uzyskanie dofinansowania z funduszy pomocowych Unii Europejskiej.
Od 1997 jego akcje są notowane na rynku podstawowym Giełdy Papierów Wartościowych w Warszawie. Głównym akcjonariuszem Banku jest Narodowy Fundusz Ochrony Środowiska i Gospodarki Wodnej (58,05% ogólnej liczby głosów).
Od 5 maja 2014 prezesem banku był Dariusz Daniluk. 15 lutego 2016 zastąpił go pełniący obowiązki prezesa Sławomir Zawadzki, którego jednak po miesiącu zastąpił Stanisław Kluza, formalnie mianowany na stanowisko wiceprezesa pełniącego obowiązki prezesa. 7 grudnia 2016 Komisja Nadzoru Finansowego wyraziła zgodę na powołanie Stanisława Kluzy na stanowisko Prezesa Zarządu Banku Ochrony Środowiska.
Od 16 czerwca 2017 pełniącym obowiązki Prezesa Zarządu BOŚ był Bogusław Białowąs. 8 listopada 2017 Rada Nadzorcza Banku Ochrony Środowiska podjęła uchwałę o powołaniu Bogusława Białowąsa na stanowiska Prezesa Zarządu BOŚ. Funkcję tę pełnił do 17 czerwca 2020.
18 czerwca 2020 Rada Nadzorcza Banku Ochrony Środowiska oddelegowała swojego członka Emila Ślązaka na stanowisko pełniącego obowiązki Prezesa Zarządu BOŚ. 4 Kwietnia 2024 Rada Nadzorcza Banku Ochrony Środowiska powołała na stanowisko wiceprezesa Bartosza Krzysztofa Kublika i powierzyła mu kierowanie pracami zarządu.

## Akcjonariat[6]
| Akcjonariusz                                                                                      | Udział w kapitale zakładowym (%) |
| Narodowy Fundusz Ochrony Środowiska i Gospodarki Wodnej                                           | 58,05                            |
| Fundusz Inwestycji Polskich Przedsiębiorstw Fundusz Inwestycyjny Zamknięty Aktywów Niepublicznych | 8,61                             |
| Dyrekcja Generalna Lasów Państwowych                                                              | 5,54                             |
| Akcje w wolnym obrocie (GPW)                                                                      | 27,80                            |

## Dom Maklerski Banku Ochrony Środowiska
W skład Grupy Kapitałowej Banku wchodzi Dom Maklerski BOŚ. W listopadzie 2009 r., DM BOŚ uruchomił platformę BossaFX do obsługi transakcji na rynku forex. W 2010 r. wprowadził także narzędzie bossaAPI umożliwiające komunikację zewnętrznego oprogramowania inwestora z serwisem transakcyjnym bossa.pl.